# Ebberöds bank (1946)
Ebberöds bank är en svensk komedifilm från 1946 i regi av Adolf Jahr. I huvudrollerna ses Adolf Jahr, Rune Halvarsson, Lisskulla Jobs, Ulla Norgren och Harry Persson.

## Om filmen
Filmen premiärvisades den 9 september 1946 på biograferna Amiralen och Metropol i Malmö. Inspelningen skedde i Svensk Talfilms ateljé i Malmö med exteriörer från Malmö av Evert Löfstedt. Stockholmspremiär på biograf Olympia vid Birger Jarlsgatan den 15 mars 1947.
Som förlaga har man Axel Breidahls och Axel Frisches folklustspel Ebberöds bank som fick sitt första svenska teateruppförande på Södra Teatern i Stockholm 1923. Pjäsen har filmats tre gånger i Sverige och en gång Danmark. 

## Rollista i urval
- Adolf Jahr – Fredrik Ågren, skräddarmästare
- Rune Halvarsson – Anton, skräddargesäll
- Lisskulla Jobs – Karolina, Fredriks hustru
- Ulla Norgren – Ann-Sofi, Ågrens husjungfru
- Harry Persson – John Ågren, Fredriks bror, sjöman
- Eric Malmberg – handelsman Karlsson
- Lillie Wästfeldt – fru Amalia Lundgren
- Josef Norman – åkare Eriksson
- Birgitta Hoppeler – Kristin, Fredriks och Karolinas dotter
- Hilding Rolin – bankkund som vill ha ränta
- Robert Johnson – gubben Persson
- Per Hjern – murare Olsson
- Mona Geijer-Falkner – Alma Nilsson, distriktsbarnmorska
- Richard Svanström – direktör Linder vid Andelsbanken i Broköping
- Nils Ekstam – notarie Delin
- Johan Rosén – Berglund, bankkund

## Musik i filmen
- Visan om skräddargesällen (I Sätuna församling), sång Adolf Jahr och Rune Halvarsson
- Kovan kommer, kovan går (Gesällvisa), text Emil Norlander, instrumental.
- Utan hyra i Frisco (Utan hyra i Rio), kompositör och text Walfrid Wale, framförs med texten Utan hyra i Rio av Harry Persson
- Många vindar har blåst, kompositör Ernfrid Ahlin, text Roland, instrumental.

## DVD
Filmen gavs ut på DVD 2005 tillsammans med komedin Adolf i eld och lågor.